# Tony Gregory (Politiker)
Tony Gregory (* 5. Dezember 1947 in Dublin; † 2. Januar 2009 in Raheny bei Dublin) war ein irischer Politiker und von 1982 bis zu seinem Tod Abgeordneter für Dublin Central im Unterhaus des irischen Parlaments.
Gregory gehörte von 1979 bis 2004 dem Stadtrat von Dublin (Dublin City Council) an. Im Februar 1982 wurde er als Unabhängiger erstmals in den Dáil Éireann gewählt. Vor seiner politischen Tätigkeit arbeitete Gregory als Geschichtslehrer in Dublin.
In seiner Zeit als Teachta Dála weigerte sich Gregory stets, eine Krawatte zu tragen, mit der Begründung, dass viele seiner Wähler sich eine solche gar nicht leisten könnten.
Landesweite Beachtung fand Gregory, als er 1982 ein mehrere Millionen Pfund umfassendes Sanierungspaket für seinen Wahlbezirk im Gegenzug für seine Unterstützung der Fianna-Fáil-Minderheitsregierung aushandelte. Diese auf die Bekämpfung der Armut und Verwahrlosung des Bezirks abzielende Vereinbarung wurde als Gregory Deal bekannt.
Gregory, der an Krebs litt, starb am 2. Januar 2009 nach langer Krankheit im Dubliner Vorort Raheny. Bei seiner Beerdigung, die durch den Weihbischof von Dublin, Eamonn Oliver Walsh, zelebriert wurde, waren die irische Präsidentin Mary McAleese, Taoiseach Brian Cowen, sein Vorgänger Bertie Ahern sowie mit Enda Kenny, Eamon Gilmore und Gerry Adams drei irische Parteiführer vertreten. In deren Angesicht wurde in einer Trauerrede kritisiert, dass Gregory während seiner gesamten Amtszeit durch alle Parteien systematisch von allen bedeutenden politischen Positionen ferngehalten worden sei (“‚systematically excluded by every political party‘ from senior positions”).